# 藤野朱美
藤野 朱美（ふじの あけみ、1971年2月2日 - ）は、日本の元新体操選手。

## 略歴
ジャスコ新体操クラブに所属し、ブルガリアに留学。ディリアナ・ゲオルギエバの指導を受ける。
日本人にしては珍しく柔軟性があり、それを生かした繊細で優雅な演技を見せた。得意な種目はボール（「アヴェマリア」）。
1988年のソウルオリンピックは出場権を逃すが、1987年と1991年の2度に渡り世界新体操選手権に出場する。
東京女子体育大学新体操部のコーチ、解説・講師などとしても活躍。現在は茨城県つくば市でDiana新体操クラブを主宰している。

## 主な試合結果
- 1987年、世界選手権大会（ヴァルナ）日本代表（個人総合39位）。
- 1991年、世界選手権大会（アテネ）日本代表（個人総合46位）。